# Sabatia maculata
Sabatia maculata är en gentianaväxtart som först beskrevs av George Bentham, och fick sitt nu gällande namn av George Bentham och Asa Gray. Sabatia maculata ingår i släktet Sabatia och familjen gentianaväxter. Inga underarter finns listade i Catalogue of Life.